# África do Sul nos Jogos Paralímpicos de Verão de 1968
África do Sul participou dos Jogos Paralímpicos de Verão de 1968, que foram realizados na cidade de Tel Aviv, em Israel, entre os dias 4 e 13 de novembro de 1968.
A delegação encerrou a participação com 26 medalhas, das quais 9 de ouro.